# Voetbalkampioenschap van het Opper-Ertsgebergte 1928/29
In 1928/29 werd het zesde voetbalkampioenschap van het Opper-Ertsgebergte gespeeld, dat georganiseerd werd door de Midden-Duitse voetbalbond. BC 1913 Jahnsbach werd kampioen en plaatste zich zo voor de Midden-Duitse eindronde. De club verloor met 4:1 van SuBC Plauen.

## Gauliga
| Plaats | Club                 | Wed. | W  | G | V  | Saldo | Ptn.  |
| ------ | -------------------- | ---- | -- | - | -- | ----- | ----- |
| 1.     | BC 1913 Jahnsbach    | 16   | 14 | 1 | 1  | 74:30 | 29:3  |
| 2.     | VfB 1912 Geyer       | 16   | 12 | 1 | 3  | 50:26 | 25:7  |
| 3.     | DSC Weipert          | 16   | 11 | 1 | 4  | 58:34 | 23:9  |
| 4.     | VfB 1909 Annaberg    | 16   | 8  | 1 | 7  | 58:41 | 17:15 |
| 5.     | BV 1908 Thum         | 16   | 7  | 1 | 8  | 42:44 | 15:17 |
| 6.     | VfR Buchholz         | 16   | 6  | 1 | 9  | 37:62 | 13:19 |
| 7.     | BC Ehrenfriedersdorf | 16   | 5  | 0 | 11 | 38:56 | 10:22 |
| 8.     | TuSV 1911 Bärenstein | 16   | 3  | 1 | 12 | 35:67 | 7:25  |
| 9.     | FC Cranzahl          | 16   | 2  | 1 | 13 | 32:64 | 3:29  |

|  | Kampioen, geplaatst voor Midden-Duitse eindronde |
|  | Degradatie                                       |